# Werfer-Länderkampf der Männer 1990 Großbritannien – BR Deutschland – Italien – Ungarn
| 1. Leichtathletik-Länderkampf mit bundesdeutscher Beteiligung 1990            | 1. Leichtathletik-Länderkampf mit bundesdeutscher Beteiligung 1990 |
| ----------------------------------------------------------------------------- | ------------------------------------------------------------------ |
|                                                                               |                                                                    |
| Werfervergleich der Männer Großbritannien – BR Deutschland – Italien – Ungarn |                                                                    |
| Austragungsort                                                                | Southampton                                                        |
| Wettbewerbe                                                                   | 4                                                                  |
| Datum                                                                         | 27. Mai                                                            |
| 1. FRG 2. HUN 3. ITA 4. GBR                                                   | 100 Punkte 068 Punkte 048 Punkte 043 Punkte                        |
| Chronik                                                                       |                                                                    |
| ← letzter LK 1989 00SUI-FRG-FRA-NLD Str'lauf (F)                              | GBR-FRG-ITA-HUN00 Werfer (F) →                                     |

Im ersten Vergleich des Länderkampfjahres 1990 trafen sich die männlichen Werfer aus Großbritannien, der Bundesrepublik Deutschland, Italien und Ungarn. Der Wettkampf wurde am 27. Mai in Southampton an der südenglischen Küste ausgetragen. Die vorangegangene Saison hatte ebenfalls mit einem Werferländerkampf der hier angetretenen Mannschaften begonnen, damals war außerdem Bulgarien beteiligt und die bundesdeutschen Athleten hatten gewonnen.
Auch die Frauen führten parallel am selben Ort einen Werfer-Länderkampf durch.

## Modus
Ausgetragen wurden die vier olympischen Wettbewerbe aus dem Bereich Wurf/Stoß. Je Land und Wettbewerb starteten zwei Teilnehmer. Die Punkte wurden nach folgenden Regeln vergeben: 1. Platz: 9 P / 2. Pl.:7 P / 3. Pl.: 6 P / 4. Pl.: 5 P / ….

## Ergebnis
Die Bundesrepublik dominierte dieses Aufeinandertreffen sehr eindeutig. Von den vier Teamwertungen der einzelnen Wettbewerbe verbuchten die bundesdeutschen Athleten drei auf ihrem Konto, die ungarischen Vertreter eine. Zwei der bundesdeutschen Siege waren sogar Doppelerfolge und in dem von Ungarn gewonnenen Hammerwurf folgte die Bundesrepublik mit nur einem Punkt Rückstand auf dem zweiten Platz. Damit entschied die Bundesrepublik Deutschland diesen Länderkampf wie schon im Vorjahr für sich, genau einhundert Punkte erzielten die bundesdeutschen Werfer und Stoßer. Dahinter folgten Ungarn (Zweiter mit 68 Punkten) und Italien (Dritter mit 68 Punkten). Großbritannien wurde mit 43 Punkten Vierter und Letzter.

## Resultate

### Kugelstoßen
| Platz | Athlet            | Land | Weite (m) |
| ----- | ----------------- | ---- | --------- |
| 1     | Kalman Konya      | FRG  | 19,25     |
| 2     | Bernd Kneißler    | FRG  | 19,20     |
| 3     | Paul Edwards      | GBR  | 18,87     |
| 4     | Marco Montelatici | ITA  | 17,83     |
| 5     | Jenő Kóczián      | HUN  | 17,66     |
| 6     | Paolo Dal Soglio  | ITA  | 17,56     |
| 7     | Matthew Simson    | GBR  | 17,42     |
| 8     | Zsigmond Ladányi  | HUN  | 17,32     |

### Diskuswurf
| Platz | Athlet            | Land | Weite (m) |
| ----- | ----------------- | ---- | --------- |
| 1     | Wolfgang Schmidt  | FRG  | 63,60     |
| 2     | Alois Hannecker   | FRG  | 63,54     |
| 3     | József Ficsór     | HUN  | 61,74     |
| 4     | Attila Horváth    | HUN  | 60,72     |
| 5     | Marco Martino     | ITA  | 59,76     |
| 6     | Giampaolo Cretoni | ITA  | 58,28     |
| 7     | Paul Mardle       | GBR  | 56,86     |
| 8     | Darrin Morris     | GBR  | 52,04     |

### Hammerwurf
| Platz | Athlet            | Land | Weite (m) |
| ----- | ----------------- | ---- | --------- |
| 1     | Tibor Gécsek      | HUN  | 77,00     |
| 2     | Jörg Schaefer     | FRG  | 75,50     |
| 3     | Claus Dethloff    | FRG  | 74,34     |
| 4     | József Vida       | HUN  | 72,94     |
| 5     | Lucio Serrani     | ITA  | 69,96     |
| 6     | Enrico Sgrulletti | ITA  | 69,94     |
| 7     | Mick Jones        | GBR  | 69,04     |
| 8     | Paul Head         | GBR  | 68,82     |

### Speerwurf
| Platz | Athlet            | Land | Weite (m) |
| ----- | ----------------- | ---- | --------- |
| 1     | Andreas Linden    | FRG  | 75,92     |
| 2     | Ferenc Knausz     | HUN  | 73,18     |
| 3     | Andreas Bernecker | FRG  | 70,74     |
| 4     | Gary Jensen       | GBR  | 69,12     |
| 5     | G. Honti          | HUN  | 68,56     |
| 6     | Colin Mackenzie   | GBR  | 67,16     |
| 7     | G. Nonino         | ITA  | 65,20     |
| 8     | Delia Ferrazzuto  | ITA  | 64,68     |